# Chana (Volk)
Die Chanas waren ein indigenes Volk, das mit der ethnischen Gruppe der Charrua verbunden war und am Zusammenfluss des Negro-Flusses mit dem Uruguay-Fluss, den Ufern und Inseln des Unterlaufs des letzteren (in der heutigen Ostrepublik Uruguay) lebte. , die Inseln des Paraná-Deltas, die Inseln und Ufer des Paraná-Flusses zwischen der heutigen Provinz Buenos Aires, Entre Ríos, Santa Fe und sogar im Süden von Corrientes (Argentinien). Sie sprachen die Chaná-Sprache der Familie Charrúa.
Sie sollten nicht mit den sogenannten „Chaná-Wilden“ verwechselt werden, einem der Namen, den die Spanier den Yaros gaben, die in derselben Gegend lebten, insbesondere in Entre Ríos und an den Ufern des Uruguay-Flusses. Auch nicht bei den Chanés oder Izoceños des westlichen Chaco. Auch nicht bei der Maya-Volksgruppe der Chanes.

## Sprache
Die Sprache der Chana galt als verloren, die letzte schriftliche Niederlegung war von 1815. Bis sich vor 20 Jahren Blas Omar Jaime meldete, der die Sprache noch sprach. Diese gab er nun an seine Tochter weiter und wurde mit modernsten Mitteln aufgezeichnet.